# Ikarus 256
Ikarus 256 – autobus międzymiastowy i turystyczny, produkowany przez 28 lat w węgierskich zakładach Ikarus.